# Jan Duursema
Jan Duursema (USA, 27 ottobre 1954) è una fumettista statunitense, che lavora per diverse riviste a fumetti ambientate nell'universo di Guerre stellari.
Ha ideato alcuni personaggi di nota, come Denin e Vila da Naldar, la Jedi twi'lek Aayla Secura e il Jedi kiffar Quinlan Vos. Spesso lavora assieme a John Ostrander.
Jan è sposata con il collega Tom Mandrake, dal quale ha avuto un figlio, Jack Moses Mandrake, nato il 4 ottobre 1995. Assieme hanno lavorato su Marvel Star Wars 92: The Dream. Il nome del personaggio Ur-Sema Du è tratto dal cognome dell'artista.
Al di fuori dell'universo di Guerre stellari lavora su diverse riviste a fumetti pubblicate dalla Marvel Comics e dalla DC Comics, illustrando storie che riguardano personaggi come Batman, l'Uomo Ragno, Wolverine e gli X-Men.